# Praefurnium
A l'antiga Roma, el praefurnium era el terme emprat per a designar la part de les termes que corresponen al sistema de calefacció de certes habitacions anomenades calentes o càlides, sobretot el tepidarium i el caldarium així com, el laconicum (sauna seca) i el sudatorium (sauna humida).

El praefurnium era la sala situada prop del caldarium on hi havia el forn (hipocaust), que uns esclaus mantenien encès per escalfar l'aigua. D'una de les parets del praefurnium en sortia una gran canonada, anomenada vaporarium, per on circulava l'aire calent per sota del paviment. El tub estava suspès sobre petites pilastres fetes de maons (suspensurae), i arribava a les canonades, que eren tubs de terracota o maons buits, instal·lades als murs. La invenció o millora d'aquest paviment suspès es va atribuir a Gai Sergi Aurata, al segle i aC. Les canonades instal·lades a les parets (parietes tubulati) probablement van ser inventades o aplicades en una data més recent. Sèneca parlava d'aquestes innovacions tècniques com a fets contemporanis: 
| « | Finalment, algunes de les nostres innovacions són prou recents com per recordar-ne l'aspecte..., és el cas dels terres suspesos i les canonades inserides a les parets, gràcies als quals la calor s'estén per tot arreu i escalfa la part superior i inferior de les habitacions per igual. | » |